# Limnephilus vittatus
Limnephilus vittatus là một loài Trichoptera trong họ Limnephilidae. Chúng phân bố ở miền Cổ bắc.